# Gruzijska vojaška cesta
Gruzijska vojaška cesta (gruzinsko საქართველოს სამხედრო გზა, latinizirano: sakartvelos samkhedro gza, rusko Военно-Грузинская дорога, latinizirano: Voeno-Gruzijska doroga, osetijsko: Арвыкомы фæндаг, Arvykomy faendag) je zgodovinsko ime) je glavna pot preko Kavkaza iz Gruzije v Rusijo. Druge poti čez gore so med drugim  Osetijska vojaška cesta in Transkam ali Transkavkaška cesta.

## Potek
Gruzijska vojaška cesta (dolga približno 212 kilometrov) poteka med Tbilisijem (Gruzija) in Vladikavkazom (Rusija) in sledi tradicionalni poti, ki so jo napadalci in trgovci uporabljali skozi več stoletej. Od Vladikavkaza se cesta razteza proti jugu navzdol do doline reke Terek, preden zavije skozi Darialsko sotesko (ki označuje mejo med Rusijo in Gruzijo). Nato prečka goro Kazbek in gre mimo cerkve sv. Trojice v vasi Gergeti, preden se usmeri na jugozahod skozi gruzijsko regijo Kevi do prelaza Džvari (slovensko Križni preval; rusko Крестовый перевал/Krestovji pereval, tudi Krestovaja Gora), kjer doseže najvišjo nadmorsko višino 2379 metrov (42°30′15″N 44°27′14″E / 42.5042°N 44.4538°E)(drugi podatki med 2382 in 2395 m). Kmalu za prelazom pelje cesta mimo spomenika prijateljstva Rusija - Gruzija, velikega betonskega spomenika, zgrajenega leta 1983 v počastitev odnosov med državama in dveletnice Georgievske pogodbe, do nekdanje poštne postaje Gudauri. Nedaleč od nekdanje pošte so avstrijski in švedski vlagatelji leta 1988 zgradili smučarsko-športni hotel s štirimi zvezdicami z notranjim teniškim igriščem in vlečnicami na nadmorski višini 2196 metrov. Na postaji so tudi koče, ki pripadajo smučarskim združenjem.
Cesta nato zavije proti jugovzhodu, ob reki Tetri /  Aragvi skozi Mtiuleti navzdol do mesta Pasanauri, preden se usmeri proti jugu. Nato preide pod obzidjem srednjeveške trdnjave Ananuri, preseka široko poplavno območje Tetri / Aragvi navzdol do točke, severno od zgodovinske prestolnice Gruzije, Mcheta, kjer se združi v glavno gruzijsko cesto vzhod-zahod (E60). V tej podobi se Gruzijska vojaška cesta tehnično nadaljuje po desnem bregu reke Kura (Mtkvari v Gruziji), preden doseže bližnji Tbilisi.
Izdaja Baedekerjeve Rusije iz leta 1914 opisuje Gruzijsko vojaško cesto kot »eno najlepših gorskih cest na svetu« in omenja dejstvo, da so že vse od datuma objave »motorni omnibusi francoske družbe Société transports automobiles du Caucase od 15. aprila do 15. oktobra redno izvajali potovanje v 10 urah« .

## Zgodovina
Ljudje so to pot uporabljali že od antike - omenjata jo tako Strabon (v svoji Geographici) kot Plinij Starejši. Ruske čete so po njej prvič potovale leta 1769 v času rusko-turške vojne (1768-1774). Pavel Potemkin je poslal 800 mož, da bi izboljšali cesto, tako da se je do v Tiflisa oktobra 1783 lahko peljal z vozom, ki ga je vleklo osem konj. Gruzijsko vojaško cesto v sedanji obliki je začela urejati ruska vojska leta 1799, potem ko so Gruzijci končali večletno perzijsko suzerenstvo in so postali ruski protektorat na podlagi Georgievske pogodbe iz leta 1783. Ruski nadzor nad gruzijsko vojaško cesto v središču Kavkaza je razdelil kavkaško vojno (1817–1864) na rusko-čerkeško vojno (1763–1864) na zahodu in muridsko vojno na vzhodu.
Potem ko je Rusko cesarstvo leta 1801 uradno priključilo Gruzijskokraljestvo, je car Aleksander I. ukazal generalu Alekseju Petroviču Jermolovu, glavnemu poveljniku ruskih sil na Kavkazu, naj izboljša cestno površino, da bi olajšal gibanje in komunikacijo čet. Ko je Jermolov leta 1817 napovedal zaključek del, je cesto označil kot ruski Simplon. Delo se je nadaljevalo do leta 1863. Na tej stopnji je to stalo 4.000.000 funtov (osupljiva vsota v 1860-ih), vendar je bilo po besedah Brycea  leta 1876 delo visoko kakovostno, z dvema ali tremi voznimi pasovi in železnimi mostovi nad hudourniki, kar se mu je zdelo presenetljivo glede na to, da v Rusiji ustreznih v tem času spodobnih cest praktično ni bilo.
Gruzijska vojaška cesta je igrala pomembno vlogo pri gospodarskem razvoju Zakavkazja in v rusko-čerkeški vojni.

## Cesta danes
Pomen gruzijske vojaške ceste kot prehodne poti se je zmanjšal, predvsem zaradi zamud na mejnem prehodu med Rusijo in Gruzijo, naravnih nesreč, kot so zemeljski plazovi  in dokončnega zaprtja mejnega prehoda s strani Rusije v letu 2006.
Od leta 2013, ko se je Rusija končno dogovorila, da bo zaradi armenskih zahtev ponovno odprla svojo stran meje, je cesta znova postala pomembna prometna arterija, predvsem za tovornjake, ki povezujejo Armenijo in Rusijo.
Različne omejitve so in še veljajo, zlasti za gruzijske državljane, vendar je leta 2013 predstavnik ruske strani meje povedal agenciji Interfax, da je skozi Kazbegi-Verhni Lars in carinsko kontrolno točko prešlo približno 3 milijone ljudi.
Gruzijski del ceste je pogosto zatrpan s tovornjaki, predvsem zaradi dolgega čakanja, potrebnega za sprejem vozil iz Gruzije v Rusijo, še posebej gost je promet v turistični sezoni, ko se na mejnem prehodu naberejo več kilometrske kolone vozil.
V višjih predelih sneg leži do konca maja. Pozno jeseni in pozimi je cesta zaradi snega in plazov pogosto neprehodna. Decembra 2005 se je okoli 200 ljudi v 2,5-metrskem snegu v bližini prelaza Džvari zataknilo 200 motornih vozil. Organi so potrebovali štiri dni, da so jih osvobodili. Kot preventivni ukrep so začasno uvedene prepovedi vožnje za velike avtobuse, vozila s prikolicami in tovornjake. V maju in juniju nastajajo prometne ovire tudi zaradi ovc, ki jih vodijo na gorske pašnike.